# BCA Augsburg
Der BCA Augsburg (ausgeschrieben Brettspielclub Altstephaner Augsburg) ist ein Schachverein, der von der Saison 2018/19 bis zur Saison 2021/22 im allgemeinen Spielbetrieb in der deutschen Schachbundesliga antrat. Präsident des Vereins ist Altstephaner Anton Lotter.

## Geschichte
Der Verein BCA Augsburg wurde im Sommer 2016 gegründet und übernahm am 1. Januar 2017 die Spielberechtigung des Augsburger Schachvereins SK 1908 Göggingen in der 2. Schachbundesliga Ost. In der Saison 2016/2017 belegte man in dieser den ersten Rang, verzichtete aber aus finanziellen Gründen auf das Aufstiegsrecht. In der darauffolgenden Saison wurde der zweite Rang erreicht. Durch den Verzicht des Meisters ESV Nickelhütte Aue auf den Aufstieg eröffnete sich erneut die Möglichkeit des Aufstiegs für den BCA. In diesem Fall nahm der BCA Augsburg das Aufstiegsrecht wahr und trat in der Saison 2018/2019 in der Schachbundesliga an. Der BCA Augsburg erreichte damals ebenso den Klassenerhalt wie in der Saison 2019/21, musste jedoch 2022 wieder in die 2. Bundesliga absteigen, welcher er seitdem angehört.

## Kader der Saison 2018/2019

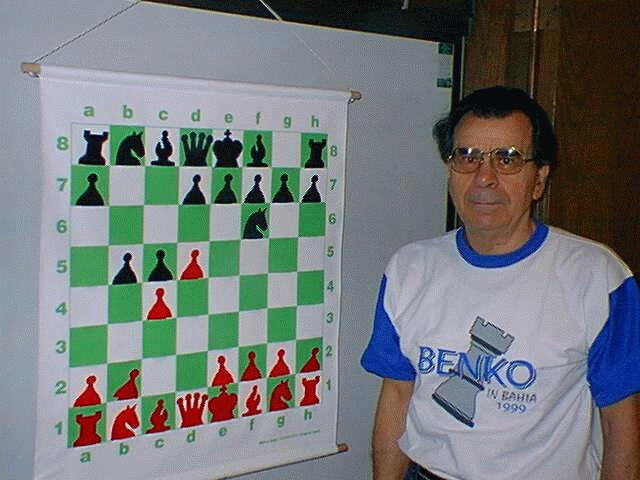
Pal Benko, ungarisch-US-amerikanischer Großmeister, ist seit den 1990er Jahren für den SK Göggingen und seit der Vereinsgründung für den BCA Augsburg aktiv.

Der Kader der ersten Mannschaft des BCA Augsburg im allgemeinen Spielbetrieb in der Saison 2018/19:
- GM Pál Benkő (Elo: 2408)
- GM Kaido Külaots (Elo: 2554)
- GM Viktor Láznička (Elo: 2662)
- GM Evgeny Postny (Elo: 2586)
- GM Michael Prusikin (Elo: 2510)
- GM Petar Arnaudow (Elo: 2451)
- GM Eduardas Rozentalis (Elo: 2503)
- GM Nikola Nestorović (Elo: 2453)
- IM Gregory Pitl (Elo: 2387)
- IM Miloš Stanković (Elo: 2438)
- GM Eckhard Schmittdiel (Elo: 2436)
- IM Welislaw Kukow (Elo: 2373)
- IM Jan Rooze (Elo: 2313)
- FM Carl Strugnell (Elo: 2327)
- FM Christoph Lipok (Elo: 2271)
- FM Werner Mueller (Elo: 2089)